# Obere Ohre/Landwehr von Rade
Koordinaten: 52° 42′ 25″ N, 10° 50′ 10″ O
Obere Ohre/Landwehr von Rade ist ein Naturschutzgebiet in der niedersächsischen Stadt Wittingen im Landkreis Gifhorn.
Das Naturschutzgebiet mit dem Kennzeichen NSG BR 151 ist circa 44,57 Hektar groß. Es ist bis auf eine Fläche zwischen der Ohre und der Landesgrenze zu Sachsen-Anhalt östlich von Ohrdorf Bestandteil des FFH-Gebietes „Ohreaue“. Nach Süden grenzt es an das Naturschutzgebiet „Mittlere Ohreaue“, nach Osten an das auf dem Gebiet des Landes Sachsen-Anhalt liegenden Naturschutzgebietes „Ohreaue“. Mit diesen und dem südlich des Naturschutzgebietes „Mittlere Ohreaue“ anschließendem Naturschutzgebiet „Ohreaue bei Altendorf und Brome“ bildet es einen Biotopverbund. Das Gebiet steht seit dem 1. Februar 2017 unter Naturschutz. Zuständige untere Naturschutzbehörde ist der Landkreis Gifhorn.
Das Naturschutzgebiet liegt südöstlich von Wittingen an der Grenze zu Sachsen-Anhalt. Es erstreckt sich über rund 7,5 km entlang der Ohre von der vermutlich gegen Ende des 13. Jahrhunderts errichteten Landwehr von Rade bis zum Naturschutzgebiet „Mittlere Ohreaue“ etwas unterhalb der Mündung der Flöße in die Ohre bei Hanum und schließt einen überwiegend schmalen Uferstreifen mit ein. Oberhalb der Straße zwischen Ohrdorf und Haselhorst sind Bereiche mit Eichenwäldern in das Naturschutzgebiet einbezogen. Dominierende Baumart ist die Stieleiche, zu der sich Sandbirke, Eberesche, Zitterpappel, Waldkiefer und mit geringen Anteilen auch Buche gesellen. Die Waldbereiche verfügen über einen hohen Anteil an Alt- und Totholz. Teilweise stocken im Naturschutzgebiet auch forstlich genutzte Nadelholzforste. Unterhalb der Straße sind bachbegleitende Gehölze sowie Uferstaudenfluren zu finden. Ansonsten reichen Ackerflächen vielfach bis an den Bachlauf. Durch die Einbeziehung eines rund 20 Meter breiten Randstreifens in das Naturschutzgebiet sollen die Uferbereiche der Ohre langfristig aufgewertet werden.
Die Ohre stellt sich als auf weiten Abschnitten ausgebauter Bachlauf dar, der allerdings über unverbaute Ufer und ein vielgestaltiges Abflussprofil mit einer ausgeprägten Breiten- und Tiefenvarianz mit weitgehend natürlicher Dynamik des Abflussgeschehens verfügt. In der Ohre, die hier über eine gute Wasserqualität verfügt, wächst flutende Wasservegetation. Das Gebiet ist Lebensraum von Fischotter und Biber.